# Carlos Vigaray
Carlos Martín Vigaray (* 7. September 1994 in Leganés) ist ein spanischer Fußballspieler. Der Abwehrspieler spielt seit 2019 in der Segunda División für Real Saragossa.

## Karriere

### Verein
Vigaray spielte bis 2013 in der Jugend von FC Getafe. Anschließend bestritt er Partien für die zweite Mannschaft selbigen Vereins. Am 16. Februar 2014 gab er sein Profidebüt für die erste Mannschaft gegen Real Madrid. Bis Mitte 2015 bestritt er weiterhin Spiele für die zweite Mannschaft. Im August 2016 schloss er sich Deportivo Alavés an, für die er sein Debüt am 10. September 2016 gegen den FC Barcelona gab. 2019 wechselte er zu Real Saragossa.